# Дністровський провулок (Київ)
Дністро́вський прову́лок — зниклий провулок, що існував у Жовтневому, нині Солом'янському районі міста Києва, місцевість Караваєві дачі. Пролягав від Західної до Дністровської вулиці.

## Історія
Провулок виник у 1-й чверті XX століття, входив до складу двох вулиць — 8-ї Да́чної (відома з 1911 року) та 3-го Андрі́ївського прову́лку. Назву Дністро́вський провулок отримав 1955 року. 
Ліквідований разом із навколишньою малоповерховою забудовою наприкінці 1970-х — на початку 1980-х років.